# جيمس إي. ريان
جيمس إي. ريان (بالإنجليزية: James E. Ryan)‏ هو فارس أمريكي، ولد في 30 أغسطس 1900 في جزيرة أيرلندا في جمهورية أيرلندا، وتوفي في 26 يوليو 1976.